# Mentzelia rusbyi
Mentzelia rusbyi là một loài thực vật có hoa trong họ Loasaceae. Loài này được Wooton mô tả khoa học đầu tiên năm 1898.